# شهرستان منگیین
شهرستان منگیین (به لاتین: Mengyin County) یک منطقهٔ مسکونی در چین است که در لینیای واقع شده‌است. شهرستان منگیین ۲۱۱ متر بالاتر از سطح دریا واقع شده‌است.